# 2648 Owa
2648 Owa (1980 VJ) là một tiểu hành tinh vành đai chính được phát hiện ngày 8 tháng 11 năm 1980 bởi Edward L. G. Bowell ở Anderson Mesa. Nó được đặt theo tên Hopi Indian word for rock.